# Samuel G.F. Brandon
Samuel George Frederick Brandon, noto anche come S.G.F. Brandon (Portsmouth, 2 ottobre 1907 – 21 ottobre 1971), è stato un biblista e presbitero britannico.

## Biografia e carriera
Samuel Brandon ha studiato all'università di Leeds, dove ha conseguito il bachelor of arts nel 1930. Nel 1932 è stato ordinato presbitero della Chiesa anglicana e nominato parroco nella diocesi di Exeter. Nel 1934 ha sposato Ivy Ada Miles. Nel 1937 ha conseguito il master of arts all'università di Leeds. Nel 1939, in seguito allo scoppio della seconda guerra mondiale, è entrato nell'esercito come cappellano militare. Nel 1951, lasciato l'esercito con il grado di capitano onorario, è stato nominato professore di religioni comparate all'università di Manchester. In seguito all'attività accademica, ha perso i contatti con la Chiesa e non ha curato più la religione cristiana sotto il profilo apologetico e dottrinale, trasformandosi in uno storico puro. Brandon si è dedicato a studi sul Gesù storico e il cristianesimo delle origini. Nel 1971, mentre si trovava in Egitto per una sua ricerca, ha contratto un'infezione ed è deceduto durante il viaggio di ritorno in Inghilterra, mentre l’aereo su cui si trovava stava sorvolando il Mediterraneo.

## Posizioni
Brandon rifiutava la teoria del mito di Gesù, che ha attaccato in un suo saggio pubblicato nel 1958. La sua visione del Gesù storico si discosta tuttavia da quella tradizionale. Nel libro Jesus and Zealots, pubblicato nel 1967, Brandon ha sostenuto che Gesù era un rivoluzionario e che la sua azione aveva un significato politico ed era influenzata dagli zeloti. Lo studioso sosteneva inoltre che il Gesù presentato dalle lettere di Paolo e quello descritto dai vangeli canonici rappresentavano due opposte fazioni del cristianesimo delle origini: una di esse si rifaceva all'interpretazione di Gesù data da Paolo e l'altra all'interpretazione di Gesù data dai suoi diretti seguaci; tale ipotesi è simile a quella sostenuta nel XIX secolo dal teologo e filosofo hegeliano Ferdinand Christian Baur e dalla Scuola di Tubinga a lui legata. Nel libro The Trial of Jesus, pubblicato nel 1968, Brandon ha esaminato l'impatto che la distruzione del Tempio di Gerusalemme del 70 d.C. ha avuto sulla nascente fede cristiana e sulla redazione del vangelo di Marco.

## Libri pubblicati
- The Fall of Jerusalem and the Christian Church (1951)
- Time and Mankind: An Historical and Philosophical Study of Mankind's Attitude to the Phenomena of Change (1954)
- Man and His Destiny in the Great Religions: An Historical and Comparative Study (1962)
- Creation Legends of the Ancient Near East (1963)
- The Judgment of the Dead: The Idea of Life after Death in the Major Religions (1967)
- Jesus and the Zealots: A Study of the Political Factor in Primitive Christianity (1967)
- The Trial of Jesus of Nazareth (1968)
- Religion in Ancient History: Studies in Ideas, Men, and Events (1969)
- Ancient Empires (1970)